# Hans Babuder

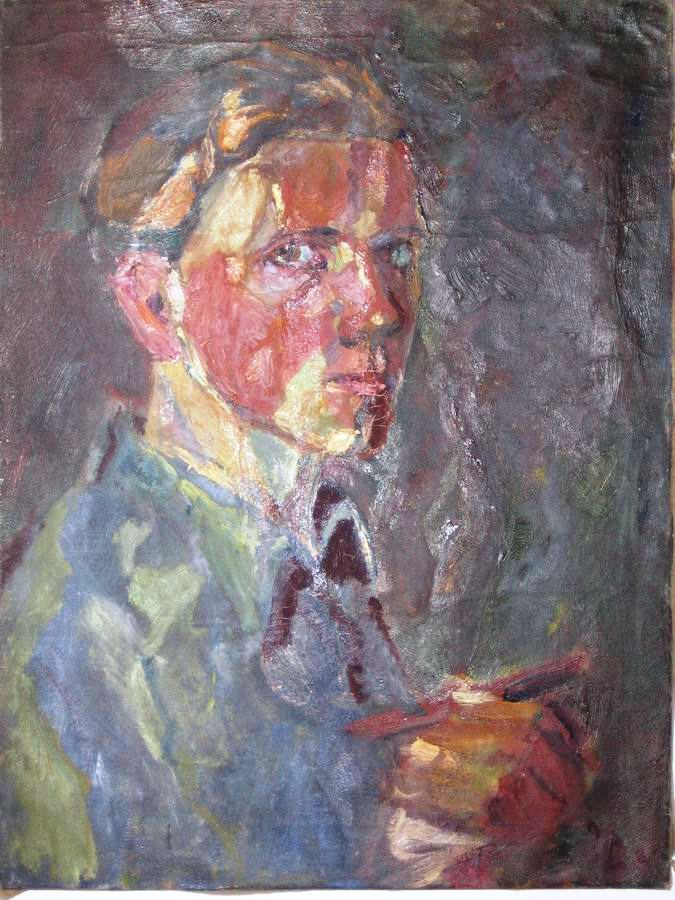
Selbstporträt Hans Babuder

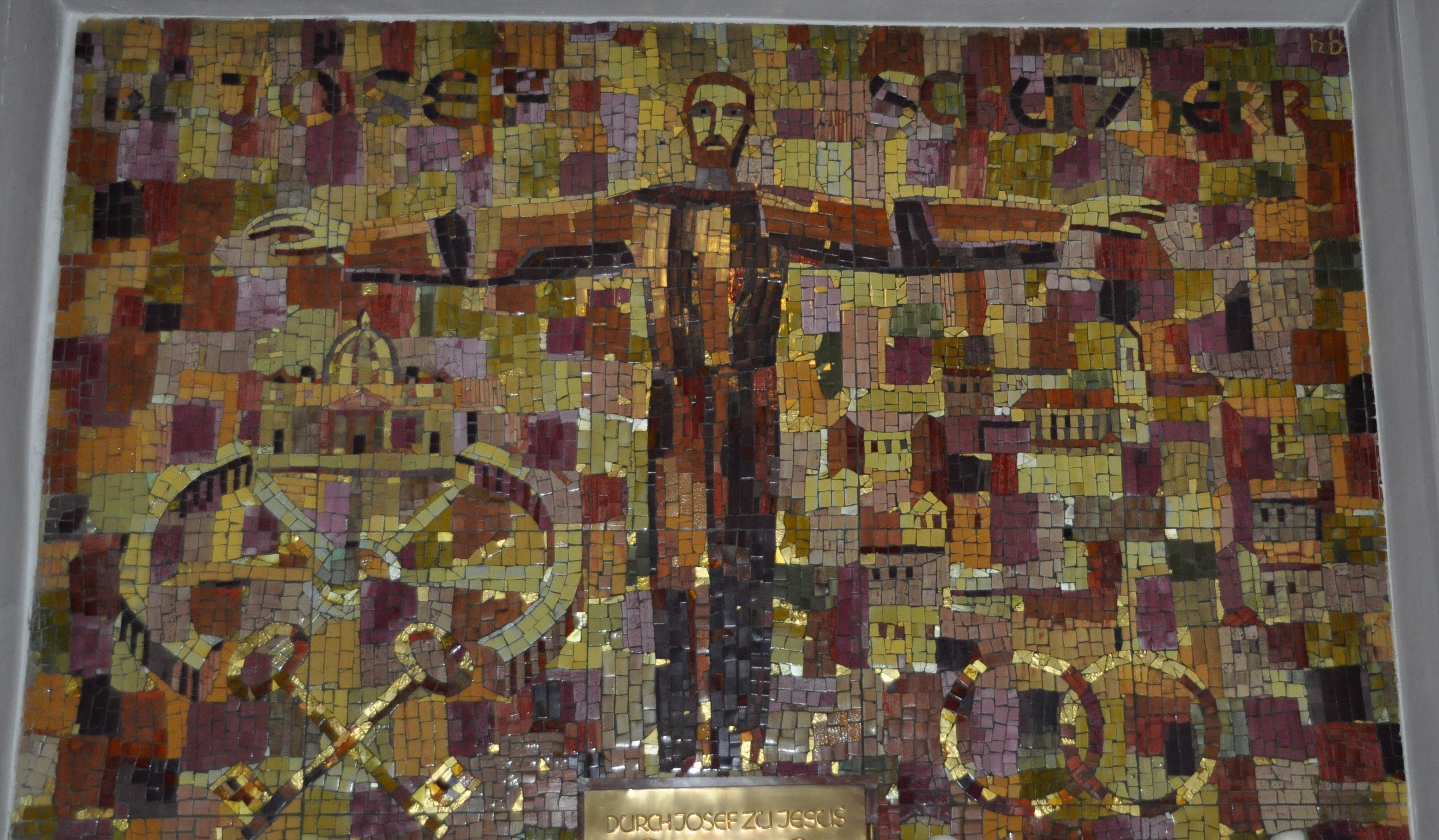
Josefsaltar, Friedenskirche, Linz

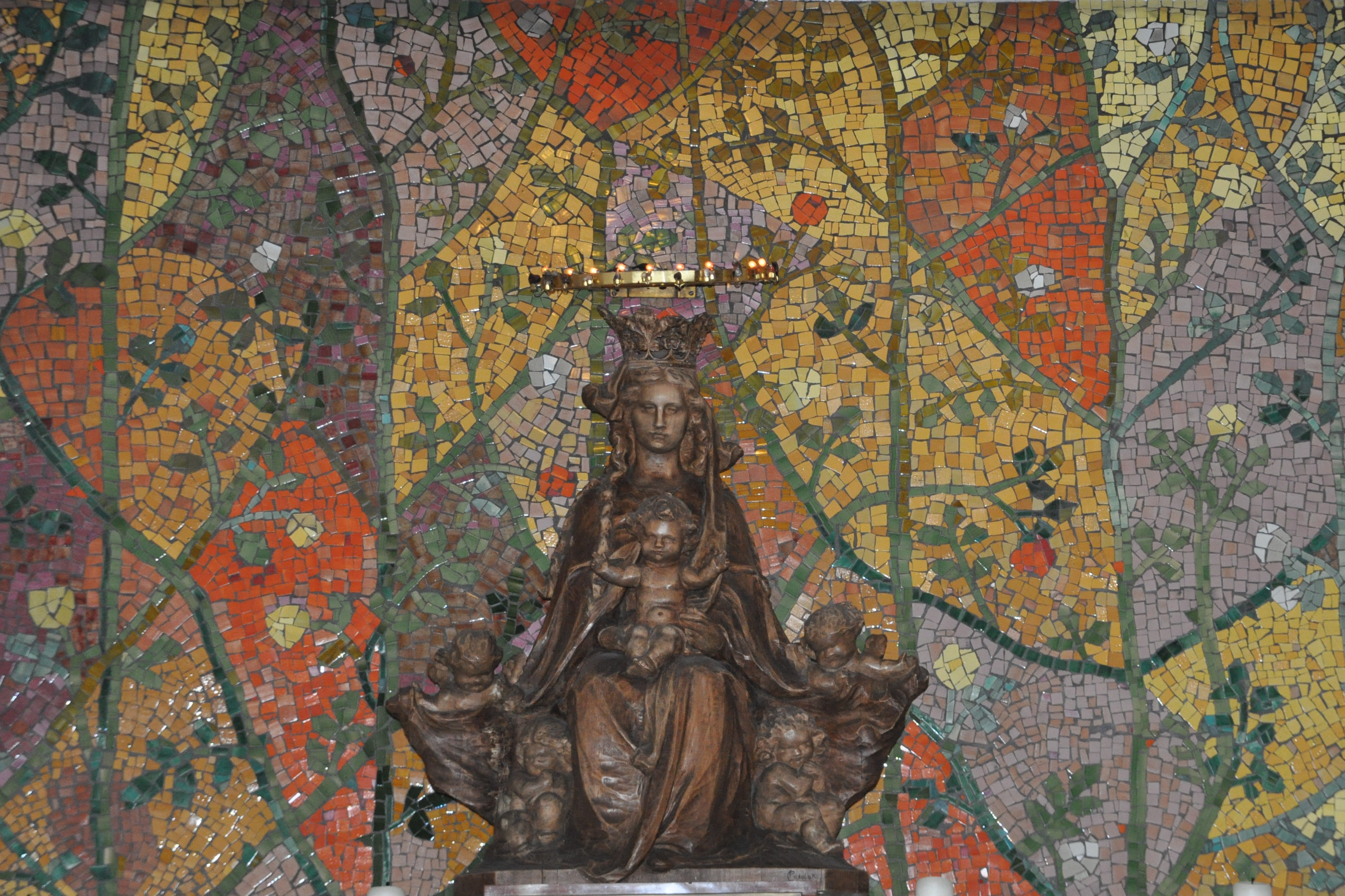
Marienaltar, Friedenskirche, Linz

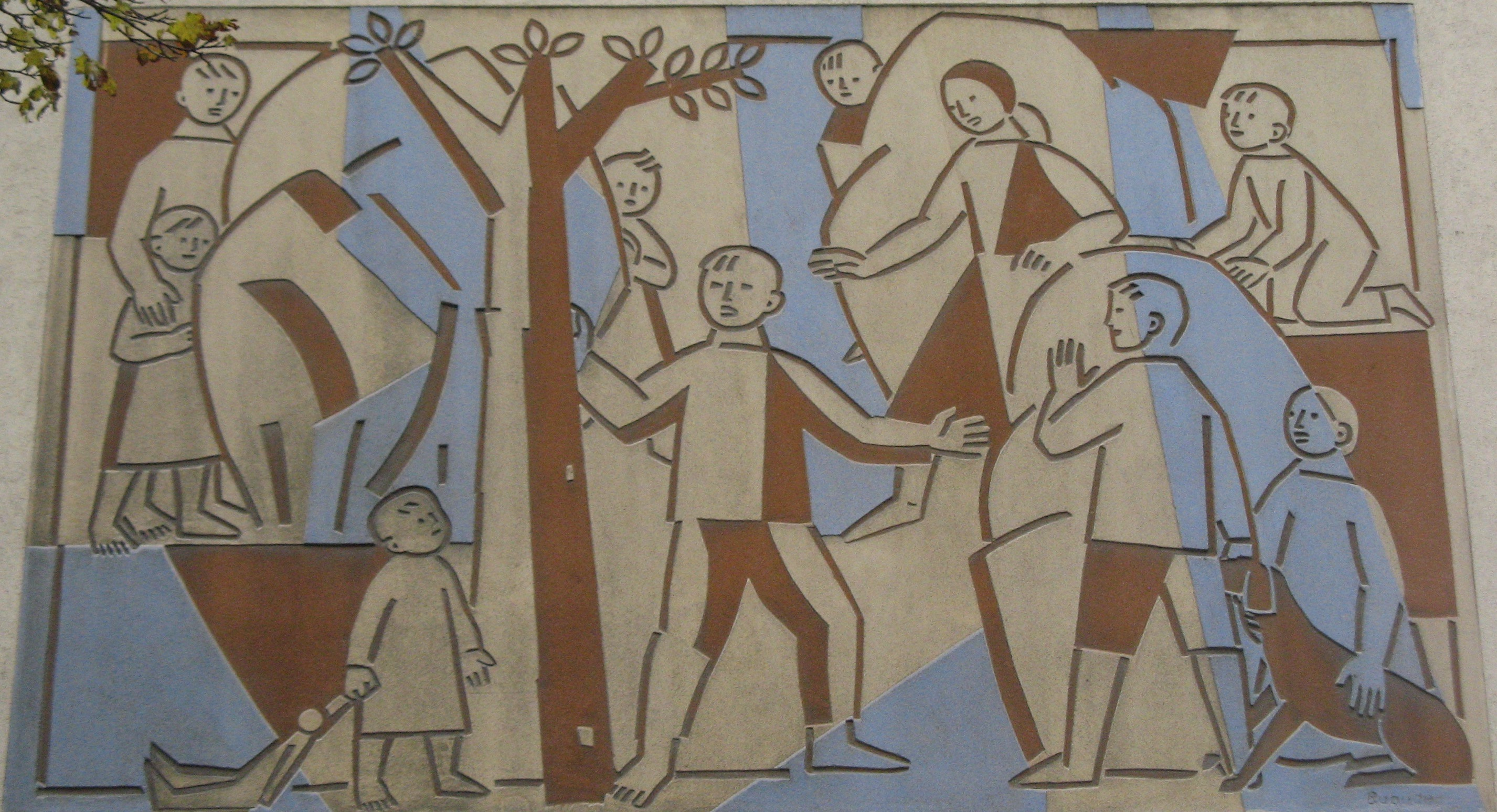
Kinder (1956), Sgraffito, Troststraße 8, Wien-Favoriten

Hans Babuder (* 29. März 1914 in Wien; † 20. Dezember 2006 in Gmunden) war ein österreichischer bildender Künstler.
Hans Babuder studierte zunächst von 1929 bis 1934 an der Wiener Kunstgewerbeschule und anschließend von 1934 bis 1938 an der Akademie der bildenden Künste Wien. Er lebte und arbeitete nach dem Krieg in Altmünster am Traunsee in Oberösterreich. Im Jahr 1939 heiratete er Elisabeth Freßl; sie haben vier erwachsene Kinder.

## Werke (Auswahl)
- Gemüsebau, Keramikmosaik, 20 m², Zipperergasse 14, Wien 11 (1953)
- Kinder, Sgraffito, 15 m², Troststraße, Wien 10 (1956)
- Mosaike beim Josefsaltar und Marienaltar, Christkönigkirche, Linz-Urfahr[1]
- Kreuzweg, Filialkirche Reindlmühl, Altmünster am Traunsee
- Schule, Sgraffito an der Volksschule Münzbach (1967), Klostergründer Joachim Enzmilner mit Dominikanermönchen, Wappentier Krebs, Symbole für Schule, Sport, Musik, Lernen und Freizeit
- Hl. Augustinus, Sgraffito an der Nordseite des Pfarrheims Mitterkirchen im Machland (1970)
- Sgraffito Gemeindewappen von Baumgartenberg (1984)

- Mehrere Aquarelle mit Motiven aus Münzbach

Werke Babuders befinden sich außerdem in der Landesgalerie Linz am Oberösterreichischen Landesmuseum, in der Kammerhofgalerie Gmunden und im Besitz des Bundesministeriums für Unterricht, Kunst und Kultur.

## Preise
- 1938: Anerkennungspreis der Meisterklasse Andri
- 1948: 1. Preis für Grafik der Gemeinschaft bildender Künstler
- 1949: Kunstförderungspreis des Landes Oberösterreich
- 1953: 1. Preis beim Wandbildwettbewerb in Kirchdorf an der Krems
- 1960: 1. Preis beim Mosaik- und Sgraffito-Wettbewerb für das Rathaus in Grein

## Einzelausstellungen (Auswahl)
- Oberösterreichischer Kunstverein, Landeskulturzentrum Ursulinenhof, Linz
- Berufsvereinigung der bildenden Künstler Österreichs, Wien
- Kammerhofgalerie, Gmunden

## Teilnahme an Gruppenausstellungen (Auswahl)
- 1947: Erste Große Österreichische Kunstausstellung, Zedlitzhalle, Wien
- 1989: Blickpunkt – Standpunkt, Oberösterreichische Landesausstellung, Schloss Weinberg, Kefermarkt
- Ausstellungen der Künstlergilde Salzkammergut
- Landeskulturzentrum Ursulinenhof, Linz
- Künstlerzentrum Schloss Parz, Grieskirchen

## Illustrationen der folgenden Publikationen
- Gmunden – Bezirk Gmunden. Heimatkundliches Leseheft, hg. v. einer Arbeitsgemeinschaft, Haslinger Verlag, Linz 1960.
- Grieskirchen. Heimatkundliches Lesebuch Bezirk Grieskirchen, hg. v. einer Arbeitsgemeinschaft des Pädagogischen Institutes des Bundes in Oberösterreich, Haslinger Verlag, Linz 1966.
- Franz Braumann: Sagenreise durch Oberösterreich. Verzauberte Zeiten – verwunschene Welt. 60 Illustrationen. 1. überarb. Aufl., Steyr 1989.